# Грудзь
Грудзь (пол. Grudź) — село в Польщі, у гміні Воля-Мисловська Луківського повіту Люблінського воєводства.
Населення — 411 осіб (2011).
У 1975-1998 роках село належало до Седлецького воєводства.

## Демографія
Демографічна структура станом на 31 березня 2011 року:
|          | Загалом | Допрацездатний вік | Працездатний вік | Постпрацездатний вік |
| -------- | ------- | ------------------ | ---------------- | -------------------- |
| Чоловіки | 222     | 56                 | 138              | 28                   |
| Жінки    | 189     | 43                 | 102              | 44                   |
| Разом    | 411     | 99                 | 240              | 72                   |